# لاوز

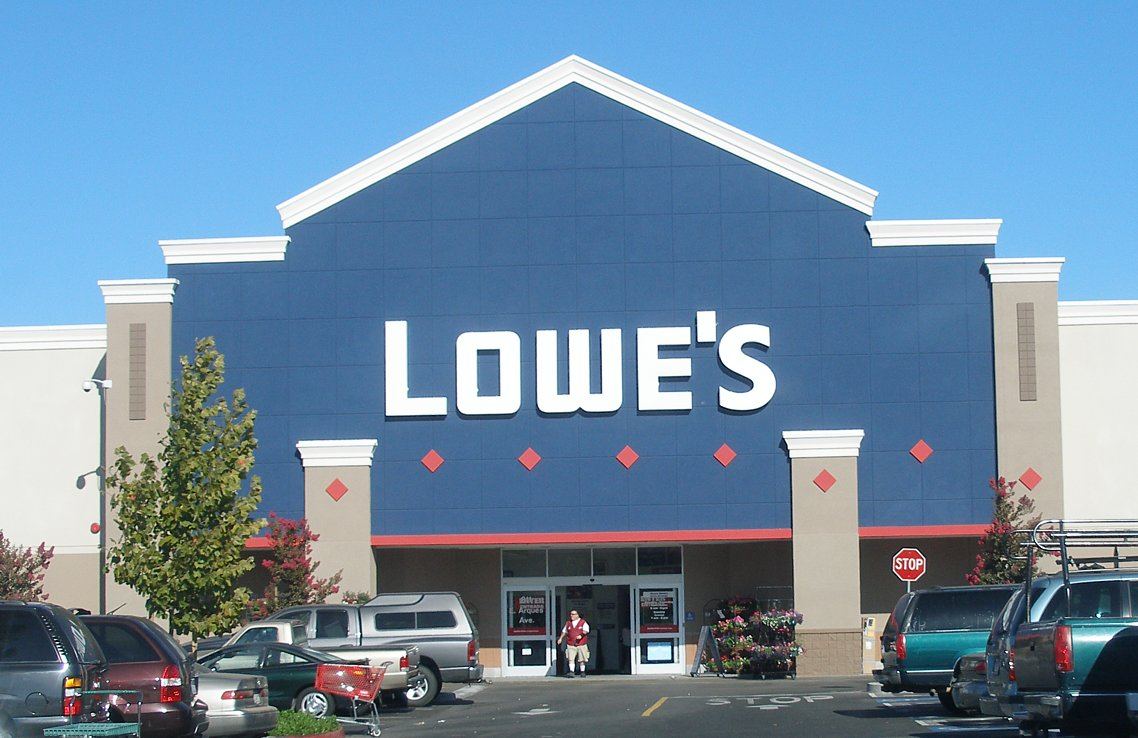
شعبه‌ای از فروشگاه‌های لاوز، در سانتا کلارا، کالیفرنیا

لاوز (به انگلیسی: Lowe's) یا لوز شرکت خرده‌فروشی آمریکایی است، که در زمینه فروش لوازم خانگی و ساختمانی فعالیت می‌نماید. شرکت لاوز در سال ۱۹۲۱ توسط لوسیوس اس. لاو در شهر نرت ویلکسبورو، کارولینای شمالی راه‌اندازی شد و در حال حاضر دارای شبکه‌ای از ۱٫۷۵۰ شعبه، در کشورهای ایالات متحده آمریکا، کانادا، مکزیک و استرالیا می‌باشد.
دفتر مرکزی این شرکت در شهر مورسویل، کارولینای شمالی، ایالات متحده آمریکا قرار دارد و بخشی از سهام آن در بازار بورس نیویورک معامله می‌شود و جزئی از شاخص اس اند پی ۵۰۰ به‌شمار می‌آید. شرکت لاوز در سال ۲۰۱۲ درآمدی بالغ بر ۵۰ میلیارد دلار کسب نمود، که در فهرست فرچون ۵۰۰، رتبه ۴۳ از بزرگترین شرکت‌های ایالات متحده را، به خود اختصاص داد.